# Șuletea
Șuletea is een Roemeense gemeente in het district Vaslui. Șuletea telt 2531 inwoners.